# Takashima
Pour les articles homonymes, voir Takashima (homonymie).
Takashima (高島市, Takashima-shi) est une ville située dans la préfecture de Shiga, au Japon.

## Géographie

### Situation
Takashima est située sur la rive ouest du lac Biwa, dans le nord-ouest de la préfecture de Shiga.

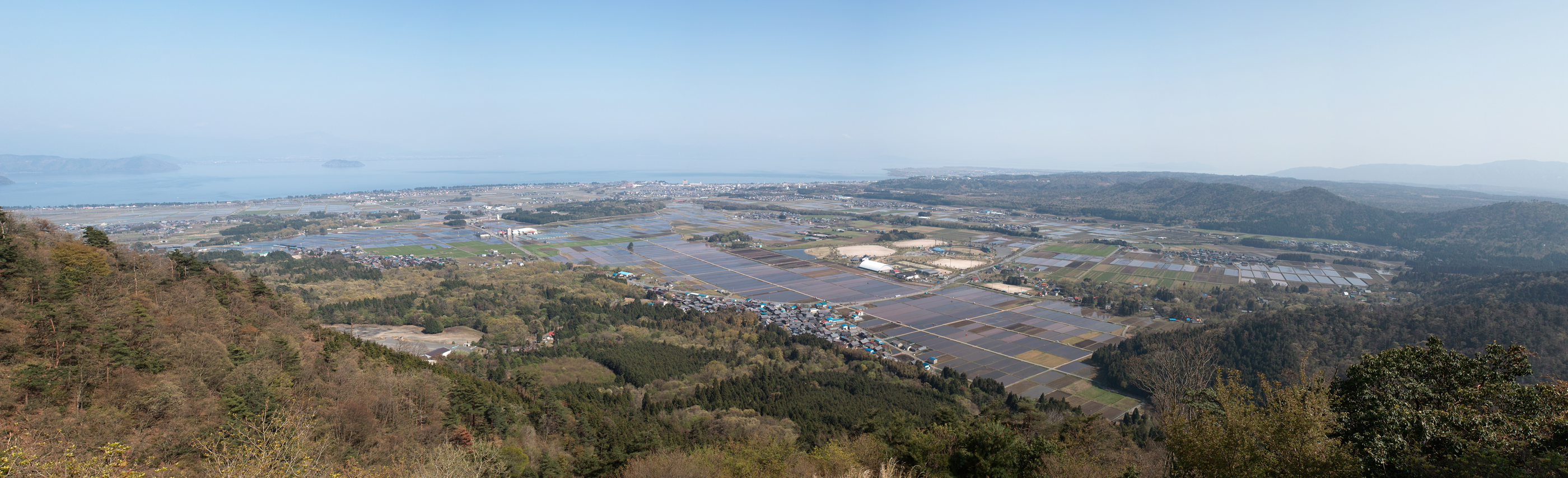
Vue panoramique de la ville.

### Démographie
En mars 2023, la ville de Takashima avait une population estimée à 46 228 habitants répartis sur une superficie de 693,05 km2.

### Climat
Takashima a un climat subtropical humide caractérisé par des étés chauds et des hivers frais avec peu ou pas de chutes de neige. La température moyenne annuelle est de 13,5 °C. La pluviométrie annuelle moyenne est de 1 801 mm, septembre étant le mois le plus humide.

## Histoire
La région de Takashima faisait partie de l'ancienne province d'Ōmi et est habitée depuis au moins la période Yayoi. De la fin de l'époque de Heian à l'époque de Kamakura et au-delà, la région passa sous le contrôle du clan Sasaki et fut gouvernée par une branche cadette du clan, le clan Takashima, depuis leur fief du château de Shimizuyama. Ce clan fut détruit par Oda Nobunaga lors des guerres de l'époque Sengoku et après l'établissement du shogunat Tokugawa, une grande partie de la ville est passée sous le contrôle du domaine d'Ōmizo.
Le village moderne d'Ōmizo est créé en 1889. Il obtient le statut de Bourg en 1902. Le 29 avril 1943, Ōmizo est renommé Takashima, qui est élevé au statut de ville le 1er janvier 2005 à la suite de l'intégration des bourgs de d'Adogawa, Imazu, Makino et Shin'asahi et du village de Kutsuki.

## Transports
Takashima est desservie par la ligne Kosei de la JR West.

## Jumelage
La ville est jumelée avec Petoskey aux États-Unis.